# Клименко, Александр (биатлонист)
Александр Клименко (5 февраля 1985) — российский биатлонист, призёр чемпионата России.

## Биография
Воспитанник биатлонной секции села Уват, тренер — Сергей Николаевич Старых. На внутренних соревнованиях в разное время представлял Тюменскую область (с. Уват, г. Тюмень) и Ханты-Мансийский автономный округ.
Неоднократно становился призёром всероссийских соревнований юниорского уровня, в том числе победитель Спартакиады учащихся России в индивидуальной гонке (2004), победитель всероссийских соревнований в индивидуальной гонке (2003, 2006), серебряный призёр первенства России в масс-старте (2006).
Принимал участие в чемпионате мира среди юниоров 2004 года в От-Морьене в категории до 19 лет. Финишировал восьмым в индивидуальной гонке, 22-м — в спринте, шестым — в гонке преследования, а также четвёртым — в эстафете.
В сезонах 2003/04 и 2004/05 участвовал в гонках юниорского Кубка IBU, но высоких результатов не показывал.
На взрослом уровне в 2007 году стал бронзовым призёром чемпионата России в командной гонке в составе сборной ХМАО.
Учился в Тюменском государственном нефтегазовом университете.
Завершил спортивную карьеру во второй половине 2000-х годов. Дальнейшая судьба неизвестна.